# Felstapaculo
Der Felstapaculo (Scytalopus petrophilus) zählt innerhalb der Familie der Bürzelstelzer (Rhinocryptidae) zur Gattung Scytalopus.
Die Art wurde im Jahre 2010 erstmals als eigenständig beschrieben und vom South American Classification Committee (SACC) anerkannt.
Die Art ist in Brasilien endemisch in der Serra do Espinhaço und der Serra da Mantiqueira im Bundesstaat Minas Gerais, eventuell auch in angrenzenden Regionen im Bundesstaat Rio de Janeiro und São Paulo.
Das Verbreitungsgebiet umfasst busch- und grasbewachsene felsige Lebensräume („campos rupestres“), auch Elfenwald und Wolken- und Nebelwald zwischen 900 und 2100 m Höhe.
Das Artepitheton kommt von altgriechisch πέτρος pétros (oder πέτρα pétra) „Stein, Fels“ und φίλος phílos „Freund; liebend, zugetan“, gemeinsam „stein-/felsliebend“.

## Merkmale
Der Vogel ist 10 bis 11 cm groß und wiegt zwischen 11 und 16 g. Das Gefieder ist blassgrau, und die Flanken sind ockerfarben, Scheitel und Oberseite sind dunkelgrau, die Schwanzdecken gelblichbraun mit schwarzer Bänderung. Zügel, Ohrdecken, Kinn und Kehle sind grau, die Unterseite gräulich bis heller grau. Flanken und Bürzel gelbbraun mit schwarzer Bänderung. Die Iris ist dunkelbraun, der Schnabel schwarz mit grauer Spitze, die Füße sind cremefarben braun. Die Geschlechter unterscheiden sich nicht, Jungvögel haben mehr dunkel gebänderte braune Federn. Vom Brasilia-Tapaculo (Scytalopus novacapitalis) unterscheidet er sich durch dunklere Kinn-, Kehl- und Brustfärbung, gegenüber dem Planalto-Tapaculo (Scytalopus pachecoi) hat er einen stärkeren Kontrast zwischen der weißlichen Unterseite und der grauen Brust.
Die Art ist monotypisch.

## Stimme
Der Gesang wird als oft über mehr als eine Minute wiederholter einfacher Ton beschrieben, gegen Ende der Folge schneller werden, ziemlich ähnlich dem des Planalto-Tapaculos (Scytalopus pachecoi) und des Diamantinatapaculos (Scytalopus diamantinensis).

## Lebensweise
Die Nahrung besteht aus Insekten und wohl auch anderen kleinen Gliederfüßern, die auf dem Erdboden im Laub alleine oder in Paaren gesucht werden.
Die Brutzeit liegt zwischen Oktober bis Februar, das Nest besteht aus Kryptogamen, Gräsern und Vogelfedern, das Gelege umfasst zwei Eier.

## Gefährdungssituation
Der Bestand gilt als nicht gefährdet (Least Concern).